# 約瑟·斯密
小約瑟·斯密（英語：Joseph Smith Jr.，1805年12月23日—1844年6月27日），又譯為約瑟夫·史密斯，美国宗教领袖和後期聖徒運動的奠基人，曾任伊利諾州漢考克郡諾伍市長。24岁时翻譯《摩爾門經》，并在接下来的14年中吸引了大量的追随者，建立了城市及聖殿，创建了一种持续性的宗教文化。
他14歲（1820年的春天）時在紐約州曼徹斯特家的附近樹林裡，為了尋求眾多教派中哪一個是真實的而跪下祈禱。禱告後見到「異象」(神的顯現)，神告訴他並沒有任何一個教會是真實的，並在他十七歲時（1823年）他再次見到異象，被一位神的天使摩羅乃交付4年後將「翻譯」《摩爾門經》的工作。他21歲（1827年）時「得到」《摩爾門經》「原始」的「摩門經金屬頁片」。然而，他真正翻譯《摩爾門經》的時間起於他23歲（1829年4月）時短短的幾個月內。當時，他得到考得里·奧利佛、馬丁·哈里斯的協助抄寫而完成此書的翻譯。
1830年約瑟·斯密「翻譯」完《摩爾門經》之後不久，便依所「獲得」的「啟示」差派傳教士並組織教會(建立於1830年4月6日)。教會的傳教方式及組織至今仍在世界各地繼續宣講並延續著。
約瑟·斯密在他38歲（1844年）時，被暴徒圍在納府聖殿周圍，並威脅要燒掉他的房子。一份當地報紙寫著，在十天內，他們會謀殺並驅走納府所有的教徒。在約瑟被捲入一個破壞納府當地報社的印刷廠事件後，這間報社印了很多關於攻聖徒的内容，更多人想要約瑟的命了。就在他被拘留於伊利諾州卡太基的監獄的兩個星期後，他與他的哥哥海倫·斯密與另外兩名信徒被攻陷監獄的暴徒槍殺。約瑟與哥哥海倫身亡，另外兩名信徒躲過死劫。

## 生平

### 早年生平(1805–1827)
小约瑟‧斯密，1805年12月23日出生在美国佛蒙特州的沙仑，是路露西‧麥克和他的丈夫老約瑟‧斯密，一位农民和商人的孩子。由于在七岁时受到了严重的骨感染的折磨，年幼的约瑟‧斯密在此后的三年只能拄着拐杖一瘸一拐的行走。在1816至1817年间，由于生意上一无所获，又碰巧赶上连续三年庄稼歉收，斯密一家只能举家迁徙至纽约西部的一个名叫帕米拉的小村庄里，并最终在附近的曼彻斯特镇贷款买下了一块100亩（约40公顷）的农场。
在第二次大觉醒运动期间，斯密居住的整个地区都成为了宗教狂热的温床。在1817至1826年之间，帕米拉地区举行了非常多的野营布道会和奋兴布道会。尽管斯密一家受到了这一股浪潮的鼓舞，但他们并不认同宗教。而约瑟·斯密是在他十二岁时对宗教产生了兴趣，并加入了教会举办的课程。他阅读圣经，据说他对徇道宗的教义产生了浓厚的兴趣。和他的家人一起，约瑟·斯密参与了宗教民俗魔术，一种在当时很流行的活动。就像那时很多的人一样，他的父母和他的外祖父也都怀着和上帝交流信息的幻想和愿望。
在1832年，斯密写到，在1820 年当他还是一个年轻人，在虔诚地呼唤着上帝的时候，他梦见上帝对他说，他的罪孽已经被宽恕了，世界不再是福音书的时代。尽管他的这段经历并不为最初的信徒所熟知，但这件事却被后人认为是上帝给斯密托的第一个梦。这次托梦对于摩门教信仰的重要性在19世纪最后的二十年中开始不断地被强调。
因为农场的收成欠佳，斯密一家只得靠挖掘地下的宝藏来补充农场微薄的收入。斯密称他具有通过水晶球占卜来定位丢失物品和地下宝藏的能力。据说在预言的时候，他会放一块石头在一顶白色的大礼帽中，并能通过石頭的反應得知他所需要的信息。
在1823年，在他虔诚地为他的罪孽忏悔之时，斯密回忆说，一位名叫摩羅乃的天使在一个晚上拜访了他，并告诉他一本被掩埋的写在金子拓片上的书和其它艺术品的所在，其中包括一副胸甲和一副用有着能预知未来能力的水晶球做的镜片的银边眼睛。天使告诉斯密，这些东西一直被埋藏在他们家附近的一个小土坡中。斯密说，他第二天进行尝试，但并未成功取得那些书籍，因为天使的阻挠让他没有办法接近这些东西。
在之后的四年间，斯密每年都会去那个小山坡那里尝试取得那些书页，但每次都无功而返。与此同时，斯密也一刻不停地作为一名农场工人和寻宝者在纽约西部和宾夕法尼亚州旅行。1826年，斯密因为尝试寻找丢失的宝藏，而被带上了纽约希南戈县法庭。
当斯密居住在宾夕法尼亚州哈蒙尼的黑尔的小屋时，他邂逅了艾玛·黑尔并开始了对她追求。当斯密向艾玛求婚时，艾玛的父亲，艾萨克·黑尔，拒绝了这桩婚事，因为他认为斯密纯粹是一个“陌生人”，并且除了从土里挖掘财宝外，他看不出斯密有什么办法来养他的女儿。然而在1827年1月28日的那天，斯密和艾玛为爱私奔了。这对夫妇搬回了曼彻斯特并开始和斯密的父母居住在一起。
1827年9月22日，斯密带着艾玛到曾经的那座小山坡做最后一次年度旅行。这一次，他说，他得到了那些书籍并将它们放在了一个上锁的箱子中。他说，天使命令他，绝不能将这些书给任何人看，因为这些书被誉为本土美国人的宗教档案。他只能出版发行这些书的译本。在得到这些书籍之后，斯密告诉艾玛的父母，他再也不做寻宝的工作了。虽然斯密离开了他的寻宝公司，但他过去那些寻宝的合伙人们却坚信，斯密欺骗并背叛了他们，独自一人取走了他们认为的最重要的宝藏。他们彻底搜索了一位和斯密有竞争关系的寻宝预言家所预言的书籍所在地。同时斯密也很快了解了这一切，他觉得不太可能在帕米拉完成书籍的翻译工作了。

### 创建教会(1827–1830)
1827年的十月，在他们的一位相对富裕的邻居马丁·哈里斯的资助下，斯密和他有了身孕的妻子从帕米拉迁居到宾夕法尼亚洲的哈蒙尼（现在的奥克兰）。居住在靠近他姻亲的地方的那些日子里，斯密誊写了刻在书页上的（他称作是“革新的埃及文”）的字符，并且以口授的形式让他的妻子写下了这些文字的译文。
1828年2月，马丁·哈里斯来帮助斯密一起进行他的翻译工作。哈里斯将一些文字的样本带到一些知名的学者那里请他们进行帮助，这些知名学者中包括查尔斯·安通。据哈里斯说，安通起初认可这些文字和他们的译文真实无误，但在得知斯密声称是从天使那里得到这些拓片后，安通就收回上述认可。安通否认他做过这样的声明，並称自己在劝哈里斯说，他可能已堕进一场骗局中。但无论如何，哈里斯却在1828年4月信心十足地回到了哈蒙尼做斯密的抄写员。
翻译的工作一直持续到了1828年6月中旬，直到哈里斯开始怀疑这些金子刻本是否存在。哈里斯强行要求斯密让他将现存的116页手稿带回帕米拉去给他几个家人看。大概是与斯密的妻子艾玛产下一个夭折的儿子的同时，哈里斯便弄丢了这些手稿——当然这些手稿并没有复本，斯密说，天使带走了这些刻本。因而，直到1828年9月22日这些刻本复原的那一天，他都没有办法继续他的翻译工作。
直到1829年，斯密有了奥利弗·考德里来做他的抄写员，他才重新开始认真继续他的翻译工作。在1829年4月至6月上旬的那段日子里，斯密与考德里全力以赴地进行他们的翻译，之后他们搬去了纽约的费耶特，在考德里的朋友皮特惠特默的家里继续工作。当译文中提及到公众教堂和对于浸礼的要求，斯密和考德里分别对对方施行了浸礼。有档案在五年后指出施洗约翰曾经出现并且委任他们为牧师。
翻译的工作在1829年7月1日结束了。考虑到潜在的那些会为即将出现的教会而转变信仰的信徒，可能会认为斯密讲述的关于拓片的故事不可思议，斯密请求一个由十一个人组成的见证人团体，其中包括马丁哈里斯和惠特默及史密斯两家中其他的男性成员，签署一个证明他们的确见过这些金子刻片，并且后八个证人的确曾经掂量过这些刻片的重量的声明。据斯密说，当斯密完成了对这些金子书页的翻译，天使莫罗尼取回这些刻本。
这些被世人所熟知为《摩门经》的译本，于1830年3月26日在帕米拉由印刷商E.B.格兰丁出版发行了。马丁哈里斯用抵押他的农场所得的贷款资助了《摩门经》的出版。很快在这之后的1830年4月6日，斯密和他的追随者开创了基督教会，和一些分布在帕米拉、费耶特和纽约的克斯韦尔的一些小支派。《摩门经》让斯密在当地声名远扬，却也同时被那些知道斯密挖掘财宝历史的人们和了解他在1826年的案子的人所极力反对。
在考德里为几位摩门教的新成员（其中包括艾玛斯密）施行浸礼后，摩门教开始遭到了一些暴民暴力的威胁。在斯密为这几位新的教徒施坚信礼之前，他遭到了逮捕，并因为扰乱公众秩序而被起诉。尽管斯密之后被无罪释放，他和考德里还是不得不逃亡到克斯韦尔以躲避聚集的暴民。斯密多年后说，可能就是在时光飞逝的这段日子里，他听到了圣徒彼得、詹姆斯、约翰的声音，正是他们授予了斯密和考德里基督门徒的权威。
与摩门之书的见证者，西贡佩奇，用他的水晶石定位了摩门之书预言的，美国的新耶路撒冷预言书的所在同时，奥利弗考德里和其他的教会成员尝试去行使独立的教会权威。然而斯密却用确立他自己为唯一的先知的方式对他们的尝试做出了回应。斯密对佩奇对于新耶路撒冷之书的定位提出了异议，并且派遣考德里到密苏里执行任务，去寻找新耶路撒冷之书正确的位置，同时去教导美国原住民改变他们的信仰。斯密又口授了丢失的“以诺之书”。这本书讲的是，圣经中的以诺是如何建立这样让上帝都为之赞叹，而因此把它带上天堂的优秀的城市西昂。
在去密苏里的路上，考德里的团体经过了俄亥俄的科特兰，使悉尼里格登和他的一百多位基督修道会的信徒改变了信仰，这是他自己教会成员的两倍之多。里格登去纽约拜访，尽管使斯密此前的追随者们感到不满[83]，但他很快地成为了教会的二号人物。在面临来越多的尖锐的反对声中，斯密宣布科特兰是新耶路撒冷的“东部的边界线”，圣徒们应该在那里进行集会。

### 俄亥俄州的生活（1831-1838）
在1831年的1月，搬到俄亥俄州的柯特兰之后,史密斯将俄亥俄州的群众带到了自己的教堂里，并用灵性的仪式缓解了新皈依者躁动的灵魂。在洗礼之前，群众已实行了基督教共产主义的一种形式，史密斯在自己的教堂内采用了共产主义的制度，并称这是伊诺克的联合指令。按照里格登的建议，他承诺在柯特兰的教会里的神职处会受到大力资助，在1831年6月的教堂例会中，他向教会的等级制度引进了更高的神职权力。
随着皈依者涌入柯特兰，教会逐渐壮大了。截至1835年夏，柯特兰周边地区的摩门教徒已有一千五百到两千人，许多人期待着史密斯能很快领导他们进入一个千年不倒的王国。尽管奥利弗考德里针对印第安人的使命由于印第安人部落的联邦代理机构的阻挠而暂告失败，但他宣布在密苏里的杰克逊县城，找到了建立新耶路撒冷的绝佳地方。
他在1831年7月拜访那里之后，他同意并宣称要将该县城的崎岖的偏远居民区改造为独立的天国的中心区。然而，里格登并不同意关于天国的位置选取，于是，在整个19世纪30年代的大部分时间里，教会都被分成了两部分，分别设在俄亥俄和密苏里两地。史密斯继续生活在俄亥俄州，不过，在1832年初，他曾再次拜访密苏里，目的是阻止考德里在内的圣徒的反叛，而这些圣徒坚信，天国被亵渎了。由于前圣徒们被联合宣言和史密斯的政治力量所激怒，他们领导居民发动了一场暴乱，这不得不加快了史密斯的行程。这场暴乱打得史密斯和里格登失去了意识，并在他们脸上涂了柏油并在头上插了羽毛。
由于不同的政治和宗教原因，杰克逊县的老居民非常憎恨摩门教的到来。在1833年7月暴乱就已经开始，但史密斯告诫摩门教徒在暴乱发生前要容忍他们，如若遭到袭击 ，再伺机报复  。但是当他们开始防卫时，摩门教徒就会被粗暴的驱逐出城。在启示录的权威指导下，史密斯就像现代摩西人用武力挽救天国一样，领导教会向上帝的敌人报仇，他领导辅助军事的远征队（日后被称为天国的营地）进入密苏里。
当军队发现自己没有得到密苏里政府的支持，遭遇霍乱，人数锐减，史密斯解释道天国不值得教会挽救，有部分原因是联合运动的失败，并且教会还解散了远征队。挽救天国不得不等到教会的神职处接收到另一份强有力的资助，当时柯特兰神庙正在建设当中。
由于天国军队没有能够提高其在杰克逊县的处境，它被看做是一支失败的军队，但他也成功领导了摩门教的领导阶层和文化的革新。许多未来教会的领导人都来自这群人。就在天国军队离开柯特兰之前，史密斯就解散了联合运动，并把教堂的名字改成了后期圣徒教会。在军队返回之后，史密斯大力选拔人才来在教堂建立了五个平等的行政机构，并且相互监督。圣徒们用高昂的价钱来建立柯特兰神庙。在1836年3月的神庙献堂礼里，他们参加了资助预言，愿景欣赏，天使探访，预言，演唱，和其他灵性经历。1834到1837这段时期对于约瑟夫·史密斯是相对平静的。
在1837年末的柯特兰神庙献堂礼之后，史密斯的生活陷入了阴谋和冲突的纠结中，一系列内部纠纷导致了柯特兰摩门教社会的崩溃。史密斯被指控在推进教会赞助的银行中做出了错误举动并和一个叫范妮阿尔及尔的女孩发生了不正当的关系。建立神庙让教堂欠下了大笔债款，并被债权人讨伐。史密斯在听到了马萨诸塞州的赛伦有宝藏后，他立马去了那儿，并收到了上帝的启示——在那座城市有不少宝藏。
一个月后，他空手而归。后来，史密斯和其他教会领导人建立了联合股票公司，该公司起着类似银行之类的作用，在1837年1月建立了柯特兰安全社会，发行部分房地产资本的银行票据。史密斯在支票上大力投资，并鼓励圣徒去购买股票作为一种宗教责任。但这个银行在1个月内倒闭了。因此，柯特兰圣徒遭遇了来自债权人和严重的股市震荡的强大压力。史密斯被指对这次失败负主要责任，教堂遭到了大范围的分裂，包括许多史密斯最亲密的顾问。在史密斯被指控犯有银行诈骗罪，并被勒令逮捕后，在1838年1月12日晚上，史密斯和里格登离开了柯特兰，逃到了密苏里。

### 密苏里州的生活（1838-1839）
在离开杰克逊县后，圣徒们在密苏里建立了远西的城镇。在1838年前，史密斯在杰克逊县复兴天国的计划就已经泡汤了，在史密斯和里格登到达密苏里后，远西成为了新的摩门教的天国。
在密苏里，教堂获得了一个新名字——后期圣徒耶稣教堂，又开始修建一个新的神庙。在史密斯和里格登到达远西后不久，在柯特兰的成百上千的叛离的圣徒突然意识到他们丢失了信仰，于是追随他俩到了密苏里。史密斯鼓励人们到考德威尔县外的地方定居，在亚当昂迪阿曼建立股份。也是在这期间，教会的委员会开除了许多长老和杰出的领导者。像约翰·惠特默，大卫·惠特默， 和W· W·菲尔普斯这样的杰出的教徒为购买土地有关的各种原因被驱逐，  1838年四月，史密斯出席了他的亲密朋友，奥利弗·考德里的审判 ，奥利弗·考德里被指控污蔑信仰，背弃承诺去赚钱，审判中，奥利弗·考德里旁敲侧击地说史密斯犯有通奸罪，并敦促对摩门教徒的无理诉讼。
虽然史密斯痛恨暴力，他的经验使他相信，他的信仰的生存需要更大的打击反摩门教徒和摩门教叛徒的战斗。 1838年6月左右，最近的皈依者桑普森阿瓦德形成了一个秘密组织，名为“ 丹尼”，来恐吓对摩门教持不同政见者和镇压反摩门教的民兵部队。 里格登试图努力恢复联合运动，但奥利弗·考德里和其他持不同政见者的诉讼威胁着这个计划。里格登在布道中表现出了明显的威胁后 ，丹尼将持不同政见者驱逐出境。虽然目前还不清楚史密斯知道丹尼的情况的多少情况， 但他至少部分批准其活动。在镇上七月四日的庆祝的主题演讲中，里格登发出对非摩门教侵略者的威胁，承诺一旦摩门教被攻击，一定会对暴徒发动“灭绝战争”。里格登的致辞后，史密斯允许其讲话以小册子形式出版。里格登7月4日致辞在密苏里的报纸上产生了无数的反摩门教的言论，并对为1838年密苏里州的选举而领导的政治运动的演说产生了影响。
因为教徒在亚当昂迪阿曼的定居，摩门教的影响越来越大。然而当加勒廷的非摩门教徒试图阻止摩门教徒行使投票权时，1838年8月6日，暴乱在达维斯县爆发。尽管暂时没有人死亡的消息，选举日当天的混战标志着1838年的摩门教之战的爆发，后来随着非摩门教徒袭击并烧毁了摩门教农场，战事很快升级。同时，在史密斯的监督和指挥下 ，丹尼与其他摩门教部队洗劫了非摩门教城镇。在此期间，史密斯和其他摩门教领导人利用好战言论企图煽动摩门教的斗争情绪，包括承诺如果被侵略，“用武力之剑建立我们的宗教”。
他的言论可能比他原本打算的，更大的激发了摩门教徒的战斗情绪。当摩门教徒在弯曲的河之战中企图袭击密苏里州民兵，来解救一些被捕获的摩门教徒时,总督博格斯下令将摩门教徒赶尽杀绝或驱逐出境。这个命令颁布之前，战事震惊了非摩门教的治安维持会，该会在豪恩的磨房大屠杀中杀死了18个摩门教徒，从而很快地结束了战争。
史密斯在自由监狱关了4个月。
1838年11月1日，圣徒向2500支国家军队投降，并同意他们没收自己的财产并离开该州。
史密斯立刻被法院军事法庭判以叛国罪，并立即执行，但圣徒的律师，民兵亚历山大 多尼芬，争辩说，史密斯是一个平民，试图挽救史密斯的生命。
史密斯被送到州法院去参加听证会，听证会上，有几个他的前盟友，包括丹尼指挥官桑普森阿瓦德，对他作反证。史密斯和五人，包括里格登，被指控犯有“公然的叛国行为” 被移送到密苏里州的自由监狱候审。史密斯在狱中与里格登的几个月使他两的关系变得紧张。有名望的杨百翰成为了史密斯的辩护律师。
在杨的领导下，约14,000圣徒自己来到了伊利诺伊州试并试图购买土地。史密斯利用狱中时间写摩门教的沉思录。他没有否认DANITES的责任，但他说他忽视了阿瓦德的极端好战。现在，许多圣徒认为史密斯是一个堕落的先知，但他向他们保证，他仍然有天上的钥匙
他执导圣徒收集和发布自己所有受迫害的故事，并缓和他们与非摩门教徒
对立。，1839年4月6日，在达维斯县大陪审团听证会后，或许由于卫兵的纵容，史密斯和他的同伴逃离，并被护送到布恩县。

### 伊利诺伊州的纳府的生活（1839-1844）
国内上下的报纸都谴责密苏里州驱逐摩门教徒。与此同时，伊利诺伊州接受了那些聚集到密西西比河边的的摩门难民们。史密斯在康莫斯小村买了高价的森林湿地，并呼吁他的追随者移至那里。但史密斯未能成功向联邦政府请求取得赔款方面的帮助。这提升了这些圣徒们作为被压迫的少数的形象。在1839年的夏天，圣徒们遭受了严重的疟疾，而之后的两年夏天，情况更为恶化。同样在那个夏天，史密斯派遣杨百翰和其他法定十二人组的成员前往欧洲传教。在那，他们发现了许多有意向的皈依者，通常是即便在美国圣徒的标准下仍然贫穷的工厂工人。
摩门教同样也吸引到了许多有财富、有影响力的皈依者，包括约翰.C.班尼特，伊利诺伊州的总军需官。班尼特运用他在伊利诺伊州立法中的关系为这座新城市争取到了与众不同开放的管理宪章。史密斯将这座城市称作纳府，在希伯来语中意味着“变美丽”。新的宪章授予纳府实际的自治权，批准了一座大学并授予纳府人身保护权。这项权利允许史密斯回避了到密苏里的引渡，拯救了史密斯的生命。虽然摩门教的主要权威控制着纳府的公民政府，纳府市却允诺创造宗教自由的保障。宪章同样授予纳府军团拥有自治的军队，仅受州法与联邦宪法制约。“中将”史密斯和“少将”班尼特成为此军队的指挥官，因此他们控制了目前为止在伊利诺伊州最多人数的武装军队。因为史密斯对于决策并不在行，让班尼特成为了教会的总领助理，并且南尼特也被选为纳府市的第一任市长。1841年，史密斯开始向他几个关系最紧密的男副手展露他一夫多妻制的教义，包括班尼特。他之后以此为自由爱情的特许。当班尼特令人尴尬的“精神夫妻”的丑闻公之于众后，史密斯迫使班尼特辞去了纳府市市长一职。为了报复，班尼特写了“纳府可怕生活报告”一书。
在纳府的早期是一段教义上创新的时期。史密斯在1840年引入了“为死者洗礼”的教义。在1841年，史密斯建造了纳府神殿，恢复遗失的古典知识。1841年的一个启示保证恢复“祭司的完满”。在1842年5月，史密斯接受了一项改进过的仪式，或者说“首次受膏”。这项仪式和两个月之前史密斯刚被介绍加入纳府共济会集会处所观察到的共济会的仪式非常相似。最初，这项仪式只对加入“受膏小组”的男性开放。对于妇女，史密斯引入了一种服务性的组织——妇女会，并且他预言会员的女性将收到“王国的密钥”。史密斯同样也为他的“千年王国”的缜密规划，并不再预想在纳府建立圣地。当时，他认为圣地环绕了整个美洲，所有摩门教徒的定居点都是圣地隐喻性营地的支柱。圣地也不再仅是躲避未来苦难的居所，而是一项伟大计划。在1842年夏天，史密斯揭晓了他建立千年上帝王国的计划，并希望将此扩展成统治全世界的神权力量。
1842年中，大众的矛头指向了摩门圣徒们。尤其，托马斯C.夏普，《华沙信号》的编辑，批评了摩门圣徒们的政治和军事抱负。1842年5月6日，在密苏里政府官员利尔伯恩博格斯被未知的攻击者开枪击中后，反摩门教者在伊利诺伊州声称史密斯曾预言了博格斯的死亡。间接证据表明，开枪的杀手是史密斯的贴身护卫，波特罗克韦尔，之后也虽被审判，但无罪释放。博格斯下达命令让史密斯引渡归回密苏里，但史密斯继续躲藏，相信如果他回密苏里他一定会被杀害。最后，当一位美国伊利诺伊地方检察官声明引渡史密斯违宪之后，史密斯才避免了这潜在的危险。另一次引渡，是在1843年6月。伊利诺伊州的官员托马斯福特极不情愿地同意把史密斯交给密苏里，仍是由于叛国罪的指控。两位密苏里的军官逮捕了史密斯，但是并未将其送至密苏里，因为史密斯由于人身保护法的法令得到释放。虽然这结束了密苏里想要引渡史密斯的尝试，但这也在伊利诺伊州引发了许多政治上的附加结果。
1843年12月，在救世主小组的权威下，史密斯请求国会让纳府市成为具有出动联邦军队权利的独立地区。而后，史密斯写信给主要的总统候选人，并质问他们能为保护摩门教徒做什么。在收到无候选人明确意义以及否定的答复后，史密斯宣称他自己将成为美国第三方总统候选人，暂停了常规的宗教改变流程，并派出了十二圣徒小组和数百人的政治传教者。1844年3月，紧随着与一位联邦官员的争端，史密斯秘密地组织了五十人委员会，来决定摩门教徒应该遵守的国家、州立法律。委员会同样也打算在德克萨斯、加州、俄勒冈选择一个为大量摩门教徒定居之处。在那，摩门教徒可以不受其他政府控制生活在神权法律的管理下。实际上，这个委员会是一个影子内阁的世界政府，是迈向世界性“神权民主”的第一步。其中，委员首先把史密斯选作为千年王国“预言家、牧师、国王”。

### 逝世
1844年的春天，史密斯和他一些非常亲密的副手间产生了裂痕。最值得注意的是，威廉劳，史密斯最信任的顾问，还有罗伯特福斯特，纳府军团的将军，在如何管理纳府经济的问题上产生分歧。并且，他们都声称史密斯向他们的妻子求过婚。相信这些和自己持不同意见的人都想暗中算计他，1844年4月18号，史密斯将他们逐出了教会。这些持不同意见的人又形成了一个竞争的教会，并且，在之后的一个月，在迦太基，郡府所在地，他们成功获得了强大的陪审团对于史密斯一夫多妻以及其他罪行的指控。
1844年6月7日，这些异见者发行了第一也是唯一一期《纳府说明》，呼吁教会内的改革。文章谴责了一夫多妻制，与史密斯最新的“多神教义”，暗指了史密斯的国王地位，和神权统治的愿望，保证在之后的刊物中呈上这些断言的证据。害怕这份报纸可能会造成郊区地区摩门教徒的不信任，纳府市委员会宣称《纳府说明》妨害公众利益并要求纳府军团捣毁此媒体。根据历史学界理查德布须曼，史密斯“没能预见到对于报纸的镇压更可能产生暴民，而不仅仅是文字的匕首投枪。这是致命的错误。”
对于报纸的捣毁激起了托马斯C.夏普，《华沙信号》，对于武装的号召。害怕即将的起义，托马斯在6月18日动员了纳府军团，并颁布了戒严法。迦太基动员了其非常小的分遣军队以作回应。伊利诺伊的州长，托马斯福特出现了，恐吓组建更大的军队如果史密斯和纳府市的委员会自己不投降。史密斯最初逃过了密西西比河，但是之后马上返回，并向福特投降。在6月23日，史密斯和他的哥哥海儒被带到迦太基，被指控煽动暴乱。一旦史密斯兄弟被拘留，指控就上升到对于伊利诺伊州的叛国罪。
1844年6月27日，一群武装的涂黑脸的暴徒席卷了史密斯和海儒关押的迦太基监狱，海儒尽力拉住门，结果马上被射入脸的子弹杀死。史密斯扣动了走私入监狱的多管手枪，之后便飞向窗户。在他跳出窗子前，他被射中了好几次，大喊着“我的神啊！”。他一落地，就死了。史密斯最后在纳府埋葬。之后，五人被指控杀害史密斯，但是都被无罪释放了。

## 家庭
約瑟·斯密的元配妻子為艾瑪·海爾（Emma Hale）。
在那個時候，約瑟‧斯密是個先知，只有很少數的後期聖徒實行一夫多妻制，而每一個人，男人與女人，都因為這不舒服且不知如何去做的感覺而掙扎。就像我們在聖經中看到的，即使是古代最正義的人也會為了某些事感到掙扎。亞伯拉罕被迫送走他第二個家庭。他的孫子，雅各的妻子也因為經常嫉妒感到掙扎。
約瑟‧斯密的多重婚姻中沒有任何孩子，有位女性在她的日記中寫下，當婚姻開始後，約瑟握了她的手，然後各自回到分開的家。約瑟通常會帶另一位男性一同前去求婚，或是請求婚對象的女性的親戚幫他去做。尋找一個新的妻子並沒有追求或浪漫的過程。DNA鑑定後來也在教會認為可能是約瑟在其他婚姻中的後代身上進行，雖然他們是家族後代，但所有的配對都是不合的。很顯然，他僅僅將此視為來生合併家庭的方法，而不是同居的婚姻。 節錄自後期聖徒的信仰 （页面存档备份，存于）

## 《摩爾門經》
《摩爾門經》是史密斯最长也最复杂的宗教著作。摩爾門經描述了公元前600年到公元后421年一个宗教文明的兴盛与毁灭。这部著作是一位摩门教徒的作品，一位预言家与军事领袖。他的儿子，莫罗尼，将这些记录在金页片上，并埋葬起来。
早起的摩门教徒将摩门经理解为本土美洲人的宗教历史，然而也有许多学者将之称为对史密斯时代文化与环境问题的答复，抑或，摩门教徒的自传。批评家们认为摩门经是一部虚构著作，但实际上，基督教的主题却贯穿整部著作。
关于如何从金页石翻译摩门经，史密斯从未提及，仅仅是暗示他转译了经典文字。但至少对于早期的一些翻译，史密斯据称利用了“乌陵和土明”，一对与那些金页片埋在一起的预言石。但之后，他使用的是他1822年找到的褐色石，并用之寻宝。约瑟夫莱称，史密斯在通过他的帽子挡住光的情况下凝视金页片，看见了这些文字的译文。史密斯通常在人们的注目下完成如此诡异的翻译过程，但是有时他也会将他转译的过程用帘布隐藏起来。完成翻译之后，史密斯将石片给了考得里，但他持续通过“乌陵和土明”接受启示知道1833年，当他声称他不再需要它们了。
摩门经吸引了许多皈依者，但正如布罗迪所说，“这本书之所以能够延续到今日并非因为这本书本身，而是因为这本书的预言家。”史密斯担任起了预言家、先知、耶稣的最初信徒，并在1831年初，他称自己为“预言家约瑟夫”。史密斯启示录语言的权威性深深吸引着皈依者，并且《圣经旧约》的预言家也给予这些启示极高的信心与赞同。

## 摩门启示录
根据理查德布什曼的说法，斯密的人生中最大的特色是他能感知到那些启示并且被它们所引导。斯密从来没有将他的想法用清晰具有逻辑性的言语表达过，也没有参与任何正式的辩论。但是，他传述了权威性的宗教启示录，并且让人们自己决定是不是要去相信它们。斯密的教学首先是通过他的启示录传授思想，他的启示录和别的圣经片段一样，是警句式和深奥的。正因如此，即使是斯密的追随者们也不能完全认同他的教学思想中含蓄的意义和他的看法观点，斯密的动作也似乎暗示着他和他最虔诚的追随者一样相信他的启示录。
当他还是一个青年的时候，斯密便被认为是一个拥有石头中观物的天赋的男孩，但在1828他找到了他的先知之音。斯密的第一份有记录的启示录，是来自上帝的训斥，因为斯密让马丁哈里斯丢失了116页的摩门之书手稿，上帝训斥了斯密“相对上帝更畏惧人的力量”的思想。斯密本人，作为上帝的代言人，并没有出现在这些启示录中。后续的启示录都遵从了近似的风格，“既傲慢又从不讲理”，并没有提及任何和道理或者经文相关的内容。一篇典型的启示录一般都这样的句子开头，“汝等信奉我的名字，称呼我是你们的上帝的人，听我说啊。”

## 影响
史密斯的教义和做法引起了相当大的对立。早在1829年，报纸斥责史密斯是骗子。心怀不满的圣徒定期指控他使用金钱和财产不当和实行一夫多妻制。
史密斯挑起了1838年在密苏里州爆发的暴力事件，导致该州的很多圣徒被驱逐。
他曾两次因涉嫌叛国罪入狱，第二次入狱时还主动挑衅冲进监狱的民兵。
福音派基督徒一直批评史密斯是一个骗子或疯子。
尽管史密斯引起了争议，1844年，他成功吸引了成千上万的忠实追随者，在他生活的那个一个世纪里，他的追随者达到了几百万。这些追随者认为，史密斯至少是像摩西，以利亚，彼得和保罗一样高尚的先知和布道者。他被广泛认为是美国历史上最有魅力和最虔诚的创造性的人物之一。
事实上，因为他在重建千年之前的信仰上的杰出贡献，又因为他是先知，能拯救迷惘的以色列人，现代摩门教徒认为史密斯的重要性仅次于耶稣。
在他尚在的时候，史密斯在Latter Day Saint宗教的地位是与穆罕默德在早期伊斯兰教的地位差不多的。他去世后，圣徒相信他已经死了，封住了他的信仰的证词，并赐封他为烈士。此后，他在Latter Day Saint运动中的神学重要性也逐渐得到认可。一些摩门教领导人说，史密斯已经升入众神之列。所有史密斯的愿景中，圣徒逐渐把他的第一愿景视为最重要的，因为它开创了他作为先知的召唤和性格。
史密斯纪念馆包括在犹他州盐湖城的约瑟夫史密斯纪念大楼，以及杨百翰大学校园里的约瑟夫史密斯楼。

## 參註
1. ↑  .   [2017-05-05]. （原始内容存档于2017-08-24）.
2. ↑  .   [2017-08-24]. （原始内容存档于2017-08-24）.
3. 1 2  Bushman (2005, pp. 9, 30); Smith (1832, p. 1).

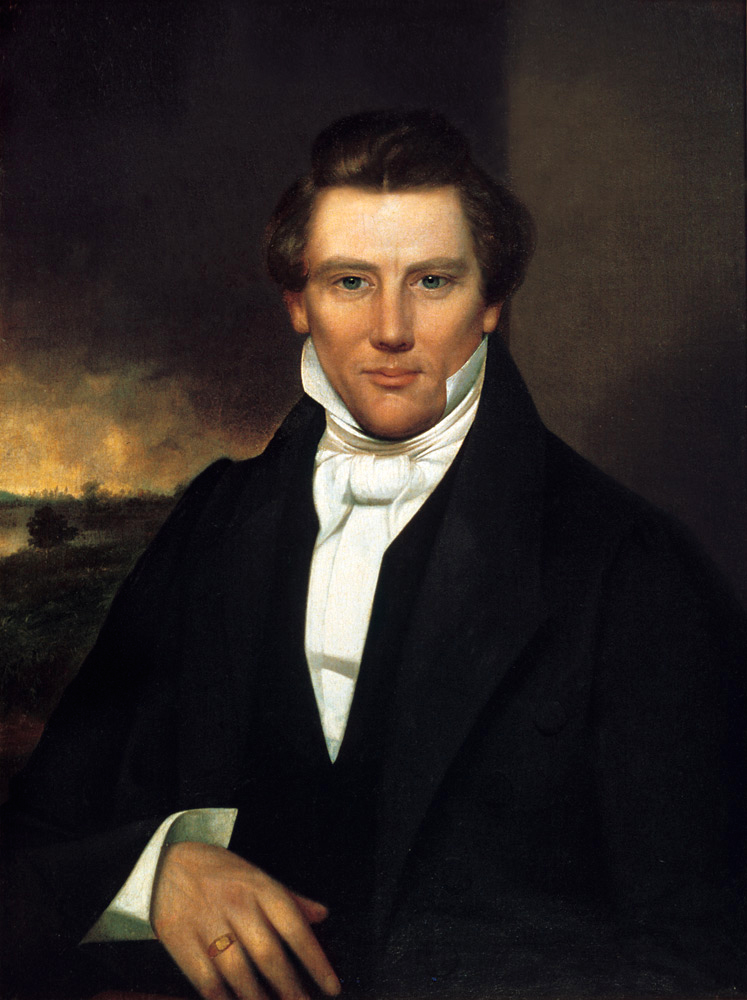
約瑟·斯密

4. 1 2  Bushman (2005, pp. 18–19) (Joseph Smith Sr. had entered a business venture shipping ginsing root to China. His partner informed him that the venture had failed, keeping the profit for himself, leaving Smith Sr. with a mountain of debt)
5. 1 2  Bushman (2005, p. 27) (citing crop failures in 1814, 1815, and 1816, the last as a result of the Year Without a Summer)
6. 1 2  Bushman (2005, p. 30).
7. 1 2  Bushman (2005, pp. 32–33). From about 1818 until after the July 1820 purchase, the Smiths lived in a log home adjacent to the property. Id.
8. 1 2  Shipps (1985, p. 7); Remini (2002, p. 1).
9. 1 2  Bushman (2005, pp. 36–37) (noting the great revival of 1816 and 1817); Vogel (2004, pp. 27, 30) (noting Palmyra revivals in 1817 and 1824–5); Quinn (1998, p. 136) (evidence of religious revivals during 1819–20 in Palmyra and surrounding communities).
10. ↑  Brooke (1994, p. 129) ("Long before the 1820s, the Smiths were caught up in the dialectic of spiritual mystery and secular fraud framed in the hostile symbiosis of divining and counterfeiting and in the diffusion of Masonic culture in an era of sectarian fervor and profound millenarian expectation.").
11. ↑  Bushman (2005, p. 37) (pointing to the aftereffects of the 1817 revival); Vogel (2004, pp. 26–7) (that around 1817 Smith was beginning to feel his own religious stirrings); D. Michael Quinn (December 20, 2006). "Joseph Smith's Experience of a Methodist "Camp-Meeting" in 1820". Dialogue: A Journal of Mormon Thought. p. 3. http://www.dialoguejournal.com/wp-content/uploads/2010/04/QuinnPaperless.pdf （页面存档备份，存于）. (arguing that a Methodist camp meeting in June 1818 provided a local context for the statement from Smith's "earliest autobiography").
12. ↑  Bushman (2005, p. 37) ("His confusion did not prevent him from trying to find a religious home...Joseph himself said he was 'somewhat partial to the Methodist sect.' "); Vogel (2004, pp. 59–63) (arguing that Smith's interest in Methodism came after the first vision during the revival of 1824–25); D. Michael Quinn (December 20, 2006). "Joseph Smith's Experience of a Methodist "Camp-Meeting" in 1820". Dialogue: A Journal of Mormon Thought. http://www.dialoguejournal.com/wp-content/uploads/2010/04/QuinnPaperless.pdf （页面存档备份，存于）. (arguing that revivals and camp meetings occurred in and around Palmyra during 1819–20)
13. ↑  Quinn (1998, p. 31); Hill (1977, p. 53) ("Even the more vivid manifestations of religious experience, such as dreams, visions and revelations, were not uncommon in Joseph's day, neither were they generally viewed with scorn.").
14. ↑  Quinn (1988, pp. 14–16, 137).
15. ↑  Bushman (2005, p. 39) (dating the vision to about 1820); Brodie (1971, p. 21) (when he was fourteen years old); Vogel (2004, p. 30) (dating the vision to 1820–21 and rejecting the suggestion that the story was invented later); Quinn (1998, p. 136) (dating the first vision to 1820)
16. ↑  Bushman (2005, pp. 38–9) (Saying that Smith had two questions on his mind: which church was right, and how to be saved); Vogel (2004, p. 30) ("Joseph's first vision is preceded by Bible reading and a sudden awareness of his sins"); Quinn (1998, p. 136) (saying that Joseph was concerned with obtaining a forgiveness of sins); Brodie (1971, p. 21) (Smith wrote that he was troubled by religious revivals and went into the woods to seek guidance of the Lord); Remini (2002, p. 37).
17. ↑  Brodie (1971, pp. 23, 25)(Noting that there is no evidence that Smith told anyone of his vision. Though Smith reported feeling persecuted by clergy over his vision, Palmyra newspapers took no notice of Joseph's vision at the time it was supposed to have occurred); Bushman (2005, p. 41) (Saying that at first Joseph was reluctant to talk of his vision, though he did tell a preacher, who reacted quickly and negatively, widening the gulf between Joseph and the evangelical ministry); Remini (2002, p. 40) ("The clergyman, Joseph later reported, was aghast at what he was told and treated the story with contempt. He said that there were no such things as visions or revelations...that they ended with the Apostles); Quinn (1998, p. 137) ("As a young man, he confided the experience to a few"); Vogel (2004, p. 30); Roberts (1902, vol. 1, ch. 1, p. 5) (Smith said he told his mother he had learned that Presbyterianism was not true).
18. ↑  Quinn (1987, p. 173); Bushman (2005, pp. 49–51); Persuitte (2000, pp. 33–53).
19. ↑  Smith et al. (Richards, p. 5) (writing that he "displayed the weakness of youth and the corruption foibles of human nature, which I am sorry to say, led me into divers temptations to the gratification of many appetites offensive in the sight of God," deletions and interlineations in original); Quinn (1998, pp. 136–38) (arguing that Smith was praying for forgiveness for a sexual sin to maintain his power as a seer); Bushman (2005, p. 43) (noting that Smith did not specify which "appetites" he had gratified, and suggesting that one of them was that he "drank too much").
20. ↑  Smith et al. (Richards, p. 4).
21. ↑  Mormon historian Richard Bushman argues that "the visit of the angel and the discovery of the gold plates would have confirmed the belief in supernatural powers. For people in a magical frame of mind, Moroni sounded like one of the spirits who stood guard over treasure in the tales of treasure-seeking." Bushman (2005, p. 50).
22. ↑  Quinn (1998, pp. 163–64); Bushman (2005, p. 54) Stories circulated about Smith not bringing the "right person" required by the angel. Presumably the "right person" was originally Smith's brother Alvin, then when he died, someone else. "Other stories have the angel warning Joseph about greed, and the evildoings of the money-diggers, as if the messenger was moving him away from his treasure-hunting ways. The danger of treating the plates as treasure was underscored time after time."
23. ↑  Bushman (2005, pp. 47–53); Newell & Avery (1994, pp. 17); Quinn (1998, pp. 54–57)
24. 1 2  Bushman (2005, p. 53).
25. ↑  Bushman (2005, p. 53); Vogel (2004, p. 89) (Hale disapproved of Smith's moneydigging); Quinn (1998, p. 164) (Hale had formerly been an enthusiastic supporter of the treasure hunting quest, and his refusal undoubtedly perplexed Smith)
26. ↑  Quinn (1998, pp. 163–64) Smith had presumably learned from his stone that Emma was the key to obtaining the plates; Bushman (2005, p. 54) (noting accounts stating that Emma was the key).
27. ↑  Bushman (2005, pp. 60).
28. ↑  Smith et al. (Richards, pp. 5–6)
29. ↑  Bushman (2005, pp. 54)
30. ↑  Harris (1859, p. 167); Bushman (2005, p. 61).
31. ↑  Bushman (2005, pp. 54) (treasure seer Sally Chase attempted to find the plates using her seer stone).
32. ↑  Bushman (2005, pp. 60–61); Remini (2002, p. 55).
33. ↑  Bushman (2005, pp. 62–63); Walker (1986, p. 35); Remini (2002, p. 55) (Harris' money allowed Smith to pay his debts); Smith (1853, p. 113); Howe (1834).
34. ↑  Newell & Avery (1994, p. 2).
35. ↑  Bushman (2005, p. 63); Remini (2002, p. 56); Roberts (1902, p. 19);Howe (1834, pp. 270–71) (Smith sat behind a curtain and passed transcriptions to his wife or her brother).
36. ↑  Bushman (2005, p. 63) (Harris had a vision that he was to assist with a "marvelous work");Roberts (1902, p. 19) (Harris arrived in Harmony in February 1828); Booth (1831) (Harris had to convince Smith to continue translating, saying, "I have not come down here for nothing, and we will go on with it").
37. ↑  Bushman (2005, pp. 63–64) (the plan to use a scholar to authenticate the characters was part of a vision received by Harris; author notes that Smith's mother said the plan to authenticate the characters was arranged between Smith and Harris before Harris left Palmyra); Remini (2002, pp. 57–58) (noting that the plan arose from a vision of Martin Harris). According to(Bushman 2005, p. 64), these scholars probably included at leastLuther Bradish in Albany, New York (Lapham 1870),Samuel L. Mitchill of New York City ((Hadley 1829); Jessee 1976, p. 3), and Charles Anthon of New York City(Howe 1834, pp. 269–272).
38. ↑  Bushman (2005, pp. 64–65); Remini (2002, pp. 58–59).
39. ↑  Howe (1834, pp. 269–72) (Anthon's description of his meeting with Harris, claiming he tried to convince Harris that he was a victim of a fraud). But see Vogel (2004, p. 115) (arguing that Anthon's initial assessment was likely more positive than he would later admit).
40. ↑  Roberts (1902, p. 20).
41. ↑  These doubts were induced by his wife's deep skepticism. Bushman (, p. 66).
42. ↑  Smith (1853, pp. 117–18); Roberts (1902, p. 20).
43. ↑  During this dark period, Smith briefly attended his in-laws' Methodist church, but one of Emma's cousins "objected to the inclusion of a 'practicing necromancer' on the Methodist roll," and Smith voluntarily withdrew rather than face a disciplinary hearing. (Bushman 2005, pp. 69–70).
44. ↑  Smith (1853, p. 126).
45. ↑  Bushman (2005, p. 74) (Smith and Cowdery began translating where the narrative left off after the lost 116 pages, now representing the Book of Mosiah. A revelation would later direct them not to re-translate the lost text, to ensure that the lost pages could not later be found and compared to the re-translation); Bushman (2005, p. 71) (Cowdery was a school teacher who had previously boarded with the Smith family.) He may have also been a dowser Hill (1977, p. 86) (Cowdery had brought with him a "rod of nature," perhaps acquired while he was among his father's religious group in Vermont, who believed that certain rods had spiritual properties and could be used in divining."); Bushman (2005, p. 73) ("Cowdery was open to belief in Joseph's powers because he had come to Harmony the possessor of a supernatural gift alluded to in a revelation..." and his family had apparently engaged in treasure seeking and other magical practices); Quinn (1998, pp. 35–36, 121).
46. ↑  Bushman (2005, pp. 70–74).
47. ↑  Quinn (1994, pp. 5–6, 38) (contrasting the 1829 view with the churchless Mormonism of 1828); Bushman (2005, pp. 74–75).
48. ↑  Quinn (1994, pp. 15–20) (noting that Mormon records and publications contain no mention of any angelic conferral of authority until 1834); Bushman (2005, p. 75).
49. ↑  Bushman (2005, p. 78).
50. ↑  Bushman (2005, p. 77) (Smith "began to seek converts the question of credibility had to be addressed again. Joseph knew his story was unbelievable.").
51. ↑  (Bushman 2005, pp. 77–79). There were two statements, one by a set of Three Witnesses and another by a set of Eight Witnesses. The two testimonies are undated, and the exact dates on which the Witnesses are said to have seen the plates is unknown.
52. ↑  Smith et al. (Richards, p. 8).
53. ↑  Bushman (2005, p. 82).
54. ↑  (Bushman 2005, p. 80) (noting that Harris' marriage dissolved in part because his wife refused to be a party, and he eventually sold his farm to pay the bill.
55. ↑  Scholars and eye-witnesses disagree whether the church was organized in Manchester, New York at the Smith log home, or in Fayette at the home of Peter Whitmer. Bushman (2005, p. 109); Marquardt (2005, pp. 223–23) (arguing that organization in Manchester is most consistent with eye-witness statements).
56. ↑  Phelps (1833, p. 55) (noting that by July 1830, the church was "in Colesville, Fayette, and Manchester").
57. ↑  Brodie (1971, pp. 80–82).
58. ↑  Bushman (2005, p. 117)(noting that area residents connected the discovery of the Book of Mormon with Smith's past career as a money digger);Brodie (1971) (discussing organized boycott of Book of Mormon by Palmyra residents, p. 80, and opposition by Colesville and Bainbridge residents who remembered the 1826 trial, p. 87).
59. ↑  (Bushman 2005, pp. 117)
60. ↑  (Bushman 2005, pp. 116–17) (the nature of the charges are not entirely clear, and Smith had been receiving threats of mob violence); (Bushman 2005, pp. 117–18) ("Smith had no sooner heard the verdict than a constable from neighboring Broome County served a warrant for the same crimes." Smith was tried again the next day, and again acquitted.)
61. ↑  Bushman (2005, p. 121); Phelps (1833, p. 67) ("[N]o one shall be appointed to receive commandments and revelations in this church, excepting my servant Joseph, for he receiveth them even as Moses.").
62. ↑  Phelps (1833, p. 68) ("[I]t is not revealed, and no man knoweth where the city shall be built.").
63. ↑  Phelps (1833, p. 68) ("The New Jerusalem "shall be on the borders by the Lamanites."); Bushman (2005, p. 122) (church members knew that "on the borders by the Lamanites" referred to Western Missouri, and Cowdery's mission in part was to "locate the place of the New Jerusalem along this frontier").
64. ↑  Phelps (1833, pp. 67–68) (Cowdery "shall go unto the Lamanites and preach my gospel unto them".).
65. ↑  Brodie (1971, p. 96) (noting that this was the third time Smith had revealed "lost books" since the Book of Mormon, the first being the "parchment of John" produced in 1829, and the second the Book of Moses dictated in June 1830.
66. ↑  Bushman (2005, p. 124); Roberts (1902, pp. 120–124).
67. ↑  F. Mark McKiernan, "The Conversion of Sidney Rigdon to Mormonism," Dialogue: A Journal of Mormon Thought, 5 (Summer 1970): 77. Parley Pratt said that the Mormon mission baptized 127 within two or three weeks "and this number soon increased to one thousand." McKiernan argues that "Rigdon's conversion and the missionary effort which followed transformed Mormonism from a New York-based sect with about a hundred members into one which was a major threat to Protestantism in the Western Reserve."
68. ↑  Brodie (1971, p. 96) ("When Rigdon read the Book of Enoch, the scholar in him fled and the evangelist stepped into the place of second in command of the millennial church.").
69. ↑  Brodie (1971, p. 97) (citing letter by Smith to Kirtland converts, quoted in Howe (1833, p. 111)). In 1834, Smith designated Kirtland as one of the "stakes" of Zion, referring to the tent–stakes metaphor of Isaiah 54:2.
70. ↑  Phelps (1833, pp. 79–80) ("And again, a commandment I give unto the church, that it is expedient in me that they should assemble together in the Ohio, until the time that my servant Oliver Cowdery shall return unto them."); Bushman (2005, pp. 124–25); Brodie (1971, p. 96) (noting that Rigdon had urged Smith to return with him to Ohio).
71. ↑  約瑟·斯密死於迦太基监狱（英语：Carthage_Jail），座標：40°24′56.59″N 91°8′19.82″W / 40.4157194°N 91.1388389°W
72. ↑  原文：Oh Lord, my God!
73. ↑  約瑟·斯密的墓地：40°32′26.0″N 91°23′32.7″W / 40.540556°N 91.392417°W
74. ↑  Bushman (2005, p. 21).

## 外部連結
- 約瑟·斯密（總會官方網站） （页面存档备份，存于）
- 耶穌基督後期聖徒教會（總會官方網站） （页面存档备份，存于）